# Brachypelma baumgarteni
Brachypelma baumgarteni é uma espécie de aranha pertencente à família Theraphosidae.